# Northern Suburbs Rugby Football Club
Maillots
Le  Northern Suburbs Rugby Football Club est un club de rugby à XV australien situé dans la banlieue nord de Sydney, en Australie.

## Histoire
Le club est fondé le 5 avril 1900 sous le nom de North Sydney à la suite de la fusion entre deux clubs : les Pirates (champion de Sydney en 1898) et les Wallaroos. La Première Guerre mondiale suspendit les compétitions et en 1919, le club repartit sous son nom actuel. Norths remporte le championnat des clubs de Sydney à six reprises.

## Palmarès
Shute Shield (6) : 1933, 1935, 1960, 1963, 1964, 1975.

## Joueurs célèbres
Norths a fourni 43 internationaux à l’équipe d’Australie, le premier étant l’ailier Charlie White qui a l’honneur d’affronter les Lions britanniques lors de leur première tournée en 1899, puis de participer au premier test match de l’histoire contre les All Blacks de Nouvelle-Zélande.
- Adam Ashley-Cooper
- Alastair Baxter
- Sam Norton-Knight
- Cameron Shepherd
- John Thornett